# Mariam Fakhr Eddine
Mariam Mohamed Fakhr Eddine (arabo: مريم محمد فخر الدين; al-Fayyum, 8 gennaio 1933 – Londra, 3 novembre 2014) è stata un'attrice egiziana conosciuta come la Bella del cinema (ar: حسناء الشاشة, Hasna'a al-Shasha).
Nacque ad al-Fayyum da padre egiziano e madre ungherese; sia Mariam che suo fratello, l'attore Youssef Fakhr Eddine (1935–2002) furono scoperti dall'attore e regista Mahmoud Zulficar (1914 – 1970).
È stata una delle dive dell'epoca d'oro del cinema egiziano, anni '50 e '60, ha recitato nel film Al-Aydi el-Naema che partecipò al Festival di Cannes 1952.

## Filmografia parziale
Alcuni dei film della Fakr Eddine fanno parte dei 100 film più importanti del cinema arabo

### Cinema
- Lailat gharam, regia di Ahmed Badrakhan (1951)
- El shak el katel, regia di Ezz El Dine Zulficar (1953)
- Nafiza alal janna, regia di Ahmed Dia El Din (1953)
- El banat waal saif, regia di Fatin Abdulwahhab, Salah Abouseif e Ezz El Dine Zulficar (1960)
- Mala zekrayat, regia di Saad Arafa (1961)
- El-Qasr el-Maloon, regia di Hassan Reda Sr. (1962)
- Nar fi Sadri, regia di Hassan Reda Sr. (1963)
- El aydi el naema, regia di Mahmoud Zulfikar (1963)
- Souq al-harim, regia di Youssef Marzouq (1970)
- Al-asfour, regia di Yusuf Shahin (1972)
- Basamat fawk al maa, regia di Yassin Ismail Yassin (1985)
- El Noom fi el Asal, regia di Sharif Arafah e Ali Idris (1996)
- Whatever Lola Wants, regia di Nabil Ayouch (2007)

### Televisione
- Une vie de cinéma, regia di Aytl Jensen – miniserie TV (2009-2011)